# دل دبليو. كارول
دل دبليو. كارول (بالإنجليزية: Del W. Carroll)‏ هو لاعب البولو أمريكي، ولد في 30 أكتوبر 1919 في الولايات المتحدة، وتوفي في 9 مايو 1982.